# 北方异齿龙

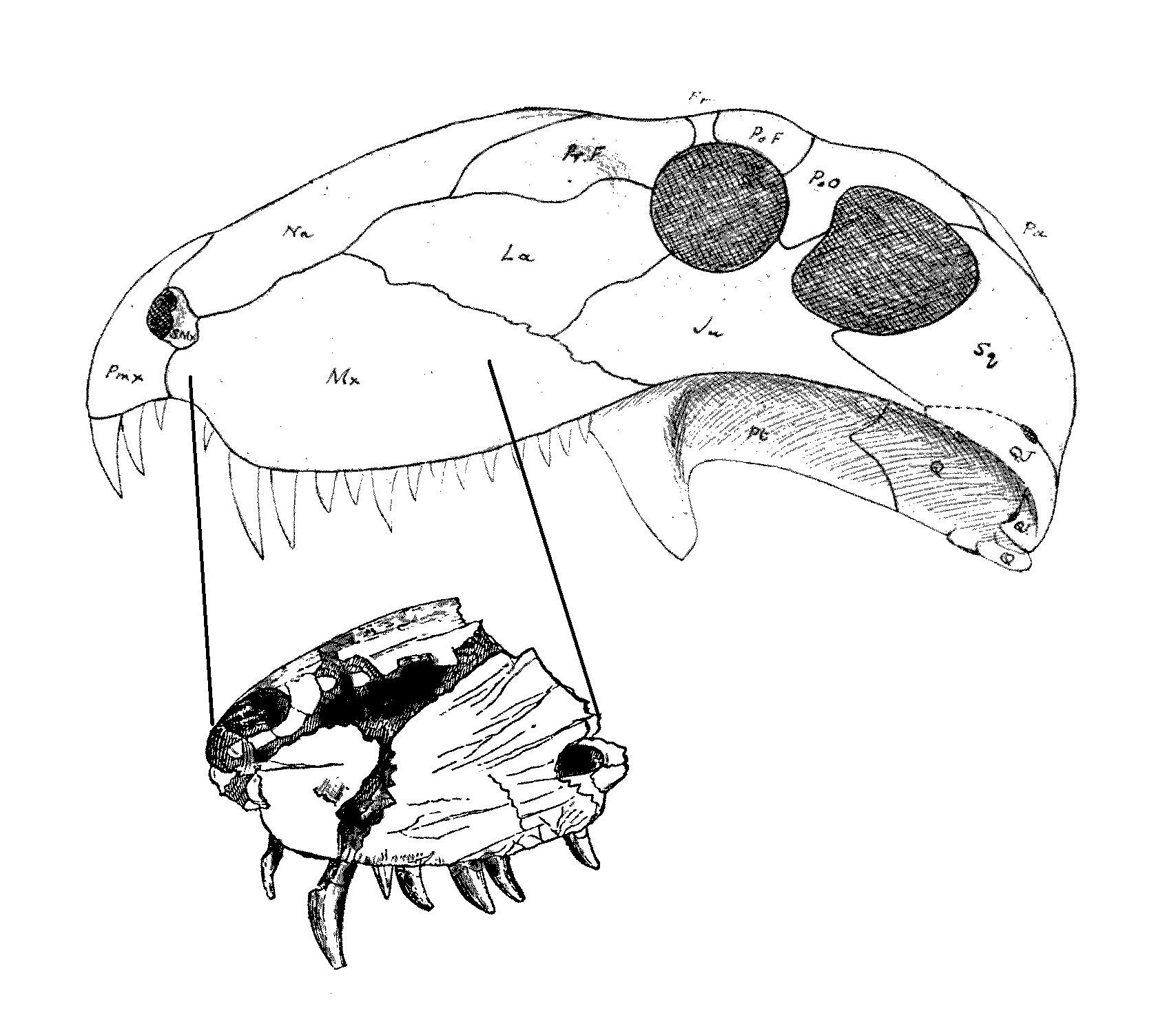
北方异齿龙的左下頜骨(下)，與異齒龍的頭顱骨(上)比較圖

北方异齿龙（學名：Dimetrodon borealis）意為「深的頜部」，是種已滅絕合弓綱動物，屬於异齿龙屬，生存於二疊紀早期，約2億7000萬年前。目前只有發現一個標本，發現於加拿大愛德華王子島，經過當地自然學家Francis Bain的鑑定。在1855年，約瑟夫·萊迪將這個化石敘述、命名，最初被歸類於恐龍。目前被歸類於盤龍目楔齒龍科的异齿龙屬。